# SM UC-73
SM UC-73 – niemiecki podwodny stawiacz min z okresu I wojny światowej, jedna z 64 zbudowanych jednostek typu UC II. Zwodowany 26 sierpnia 1916 roku w stoczni Blohm & Voss w Hamburgu, został przyjęty do służby w Kaiserliche Marine 24 grudnia 1916 roku. Przebazowany na Morze Śródziemne został nominalnie wcielony w skład Kaiserliche und Königliche Kriegsmarine pod nazwą U-92, pływając w składzie Flotylli Pola (a później I Flotylli Morza Śródziemnego). W czasie służby operacyjnej okręt odbył 10 patroli bojowych, w wyniku których zatonęło 16 statków o łącznej pojemności 16 565 BRT, a jeden statek o pojemności 5796 BRT został uszkodzony. 6 stycznia 1919 roku SM UC-73 został poddany Brytyjczykom w wyniku podpisania rozejmu w Compiègne, a następnie złomowany w latach 1919–1920.

## Projekt i budowa
Dokonania pierwszych niemieckich podwodnych stawiaczy min typu UC I, a także zauważone niedostatki tej konstrukcji, skłoniły dowództwo Cesarskiej Marynarki Wojennej z admirałem von Tirpitzem na czele do działań mających na celu budowę nowego, znacznie większego i doskonalszego typu okrętu podwodnego. Opracowany latem 1915 roku projekt okrętu, oznaczonego później jako typ UC II, tworzony był równolegle z projektem przybrzeżnego torpedowego okrętu podwodnego typu UB II. Głównymi zmianami w stosunku do poprzedniej serii były: instalacja wyrzutni torpedowych i działa pokładowego, zwiększenie mocy i niezawodności siłowni, oraz wzrost prędkości i zasięgu jednostki, kosztem rezygnacji z możliwości łatwego transportu kolejowego (ze względu na powiększone rozmiary).
SM UC-73 zamówiony został 12 stycznia 1916 roku jako jednostka z III serii okrętów typu UC II (numer projektu 41, nadany przez Inspektorat U-Bootów), w ramach wojennego programu rozbudowy floty . Został zbudowany w stoczni Blohm & Voss w Hamburgu jako jeden z dziewięciu okrętów III serii zamówionych w tej wytwórni. UC-73 otrzymał numer stoczniowy 289 (Werk 289)  . Stępkę okrętu położono w 1916 roku , a zwodowany został 26 sierpnia 1916 roku. Koszt budowy okrętu wyniósł 2 mln 141 tys. marek.

## Dane taktyczno-techniczne
SM UC-73 był średniej wielkości przybrzeżnym okrętem podwodnym o konstrukcji dwukadłubowej. Długość całkowita wynosiła 50,35 metra, szerokość 5,22 metra i zanurzenie 3,64 metra . Wykonany ze stali kadłub sztywny miał 39,3 metra długości i 3,61 metra szerokości, a wysokość (od stępki do szczytu kiosku) wynosiła 7,46 metra . Wyporność w położeniu nawodnym wynosiła 427 ton, a w zanurzeniu 508 ton. Jednostka miała wysoki, ostry dziób przystosowany do przecinania sieci przeciwpodwodnych; do jej wnętrza prowadziły trzy luki: pierwszy przed kioskiem, drugi w kiosku, a ostatni w części rufowej, prowadzący do maszynowni . Cylindryczny kiosk miał średnicę 1,4 metra i wysokość 1,8 metra, obudowany był opływową osłoną . Okręt napędzany był na powierzchni przez dwa 6-cylindrowe, czterosuwowe silniki wysokoprężne MAN S6V26/36 o łącznej mocy 440 kW (600 KM), a pod wodą poruszał się dzięki dwóm silnikom elektrycznym SSW o łącznej mocy 460 kW (620 KM) . Dwa wały napędowe obracały dwie śruby wykonane z brązu manganowego (o średnicy 1,9 metra i skoku 0,9 metra) . Okręt osiągał prędkość 12 węzłów na powierzchni i 7,4 węzła w zanurzeniu . Zasięg wynosił 10 420 Mm przy prędkości 7 węzłów w położeniu nawodnym oraz 52 Mm przy prędkości 4 węzłów pod wodą . Zbiorniki mieściły 56 ton paliwa , a energia elektryczna magazynowana była w dwóch bateriach akumulatorów 26 MAS po 62 ogniwa, zlokalizowanych pod przednim i tylnym pomieszczeniem mieszkalnym załogi. Okręt miał siedem zewnętrznych zbiorników balastowych . Dopuszczalna głębokość zanurzenia wynosiła 50 metrów , a czas wykonania manewru zanurzenia 40 sekund.
W przeciwieństwie do pozostałych okrętów typu UC II, których uzbrojeniem było 18 min kotwicznych typu UC/200 w sześciu skośnych szybach minowych o średnicy 100 cm, usytuowanych w podwyższonej części dziobowej jeden za drugim w osi symetrii okrętu, UC-73 w ich miejscu miał przedział transportowy, mieszczący maksymalnie 18 ton ładunku. Uzbrojenie stanowiły dwie zewnętrzne wyrzutnie torped kalibru 500 mm (umiejscowione powyżej linii wodnej na dziobie, po obu stronach szybów minowych), jedna wewnętrzna wyrzutnia torped kalibru 500 mm na rufie (z łącznym zapasem 7 torped) oraz umieszczone przed kioskiem działo pokładowe kal. 88 mm L/30, z zapasem amunicji wynoszącym 130 naboi . Okręt wyposażony był w dwa peryskopy Zeissa: wachtowy i bojowy oraz radiostację z podnoszonym masztem o wysokości 10 metrów. Wyposażenie uzupełniała kotwica grzybkowa o masie 272 kg .
Załoga okrętu składała się z 3 oficerów oraz 23 podoficerów i marynarzy.

## Służba

### 1916 rok
24 grudnia 1916 roku SM UC-73 został przyjęty do służby w Cesarskiej Marynarce Wojennej . Dowództwo jednostki objął kpt. mar. (niem. Kapitänleutnant) Kurt Schapler, sprawujący wcześniej komendę nad UB-30 .

### 1917 rok
Z dniem 1 lutego 1917 roku, rozkazem szefa sztabu admiralicji niemieckiej z 12 stycznia tego roku, U-Booty należące do czterech flotylli Hochseeflotte, Flotylli Flandria i Flotylli Pola rozpoczęły nieograniczoną wojnę podwodną. Po okresie szkolenia okręt otrzymał rozkaz udania się na Morze Śródziemne i podczas rejsu 1 maja na zachód od Irlandii zatrzymał zbudowaną w 1882 roku fińską fregatę ze stalowym kadłubem „Imberhorne” o pojemności 2042 BRT. Przewożący sosnę smołową z Mobile do Greenock statek został zatopiony na pozycji 54°07′N 13°04′W/54,116667 -13,066667 . 3 maja U-Boot zatopił dwie kolejne jednostki: zbudowany w 1900 roku francuski bark ze stalowym kadłubem „Mezly” (1568 BRT), transportujący azotany z Antofagasty do Nantes (na pozycji 50°15′N 15°36′W/50,250000 -15,600000, nikt nie zginął)  oraz pochodzący z 1888 roku włoski parowiec „Misurata” o pojemności 2691 BRT, zatrzymany i po ewakuacji załogi zatopiony ogniem artyleryjskim na pozycji 50°10′N 17°15′W/50,166667 -17,250000 .
W maju U-Boot dostarczył do Misraty ładunek 1000 karabinów, 200 000 sztuk amunicji i 18 skrzynek ze złotem dla walczących w Afryce wojsk tureckich. 26 maja nieopodal Syrty okręt zatopił zbudowany w 1880 roku włoski parowiec „Agragas” o pojemności 850 BRT (obyło się bez strat w ludziach) . 31 maja w odległości 120 Mm na północ od Bengazi UC-73 storpedował bez ostrzeżenia zbudowany w 1901 roku uzbrojony brytyjski parowiec „Rosebank” (3837 BRT), płynący z Port Saidu na Maltę. Statek zatonął na pozycji 34°09′N 19°35′E/34,150000 19,583333 ze stratą dwóch załogantów, a kapitan został wzięty do niewoli  .
6 czerwca UC-73 wszedł w skład Flotylli Pola (niem. U-Flottille Pola) . Okręt nominalnie wcielono do K.u.K. Kriegsmarine pod nazwą U-92, jednak załoga pozostała niemiecka.
28 sierpnia na południowy wschód od Sycylii U-Boot uszkodził w ataku torpedowym zbudowany w 1912 roku francuski parowiec „Saint Joseph” o pojemności 5796 BRT . 7 października na północny wschód od Miraty okręt zatrzymał i zatopił za pomocą ładunków wybuchowych zbudowany w 1878 roku grecki drewniany bark „Georgios” (560 BRT) . Tydzień później na tych samych wodach UC-73 storpedował i zatopił zbudowany w 1872 roku włoski parowiec „Lido G.” o pojemności 1003 BRT .
27 listopada dowództwo nad okrętem objął por. mar. (niem. Oberleutnant zur See) Walter Wiedemann . 28 grudnia na wschód od Bengazi U-Boot zatrzymał i zatopił zbudowany w 1878 roku włoski parowiec „Dauno” o pojemności 455 BRT .

### 1918 rok
Na początku 1918 roku niemieckie siły podwodne na Morzu Śródziemnym przeszły reorganizację, w wyniku której Flotylla Pola została podzielona na dwie części: I Flotylla w Poli (I. U-Flottille Mittelmeer) i II Flotylla w Cattaro (II. U-Flottille Mittelmeer), a UC-73 znalazł się w składzie tej pierwszej . W I kwartale UC-73 wraz z bliźniaczym UC-20 służyły jako podwodne transportowce sprzętu wojskowego i żołnierzy na front w Trypolitanii.
29 marca u wybrzeży Trypolitanii (na pozycji 33°23′N 11°50′E/33,383333 11,833333) U-Boot zatopił siedem nierozpoznanych greckich żaglowców o łącznej pojemności 87 BRT . W II kwartale UC-73 i UC-20 nadal wypełniały misje transportowe na potrzeby frontu w Trypolitanii.
30 maja dowództwo jednostki objął por. mar. Otto Gerke, sprawujący wcześniej komendę nad U-47 i UC-27 . 8 lipca w Cieśninie Sycylijskiej okręt zatopił zbudowany w 1892 roku portugalski parowiec „Horta” o pojemności 3472 BRT (obyło się bez strat w ludziach) . 15 lipca nowym dowódcą jednostki został mianowany por. mar. Franz Hagen . We wrześniu UC-73 i UC-20 nadal przeprowadzały misje transportowe do Trypolitanii (podczas jednej z nich okręt przewiózł cztery skrzynie złota i cztery skrzynie srebra).
W myśl postanowień rozejmu w Compiègne 6 stycznia 1919 roku UC-73 został poddany Brytyjczykom . Okręt został złomowany w Brighton Ferry w latach 1919–1920 .

### Podsumowanie działalności bojowej
SM UC-73 odbył 10 rejsów operacyjnych, w wyniku których zatonęło 16 statków o łącznej pojemności 16 565 BRT, a jeden statek o pojemności 5796 BRT został uszkodzony . Pełne zestawienie zadanych przez niego strat przedstawia poniższa tabela :
| Data                 | Nazwa          | Państwo          | Tonaż       | Los jednostki |
| -------------------- | -------------- | ---------------- | ----------- | ------------- |
| 1 maja 1917          | „Imberhorne”   | Finlandia        | 2042        | zatopiony     |
| 3 maja 1917          | „Mezly”        | Francja          | 1568        | zatopiony     |
| 3 maja 1917          | „Misurata”     | Włochy           | 2691        | zatopiony     |
| 26 maja 1917         | „Agragas”      | Włochy           | 850         | zatopiony     |
| 31 maja 1917         | „Rosebank”     | Wielka Brytania  | 3837        | zatopiony     |
| 28 sierpnia 1917     | „Saint Joseph” | Francja          | 5796        | uszkodzony    |
| 7 października 1917  | „Georgios”     | Królestwo Grecji | 560         | zatopiony     |
| 14 października 1917 | „Lido G.”      | Włochy           | 1003        | zatopiony     |
| 28 grudnia 1917      | „Dauno”        | Włochy           | 455         | zatopiony     |
| 29 marca 1918        | nieznany       | Królestwo Grecji | 18          | zatopiony     |
| 29 marca 1918        | nieznany       | Królestwo Grecji | 18          | zatopiony     |
| 29 marca 1918        | nieznany       | Królestwo Grecji | 18          | zatopiony     |
| 29 marca 1918        | nieznany       | Królestwo Grecji | 18          | zatopiony     |
| 29 marca 1918        | nieznany       | Królestwo Grecji | 5           | zatopiony     |
| 29 marca 1918        | nieznany       | Królestwo Grecji | 5           | zatopiony     |
| 29 marca 1918        | nieznany       | Królestwo Grecji | 5           | zatopiony     |
| 8 lipca 1918         | „Horta”        | Portugalia       | 3472        | zatopiony     |
| RAZEM                | RAZEM          | zatopione:       | zatopione:  | 16            |
| RAZEM                | RAZEM          | uszkodzone:      | uszkodzone: | 1             |